# 雅各布·弗里德里希·厄爾哈特
雅各布·弗里德里希·厄爾哈特（德語：Jakob Friedrich Ehrhart，1742年11月4日—1795年6月26日）是一名德國植物學家，卡爾·林奈在烏普薩拉大學的學生，後來擔任漢諾威植物園園長，在1780年至1793年期間創作了多部重要的植物學著作。厄爾哈特是第一位在植物學文獻中使用亞種等級的作者，他在1780年至1789年間發表了許多亞種名稱。

## 出版作品
- Chloris hanoverana, 1776.
- Supplementum systematis vegetabilium, generum et specierum plantarum, 1781.
- Beiträge zur Naturkunde, und den damit verwandten Wissenschaften, besonders der Botanik, Chemie, Haus- und Landwirthschaft, Arzneigelahrtheit und Apothekerkunst, seven volumes (1787 to 1792) – Contributions to natural history, etc.
- Autobiography in Usteri's Annals of Botany.[2]